# Zelandobius wardi
Zelandobius wardi är en bäcksländeart som beskrevs av Mclellan 1993. Zelandobius wardi ingår i släktet Zelandobius och familjen Gripopterygidae. Inga underarter finns listade i Catalogue of Life.